# 1503 w polityce

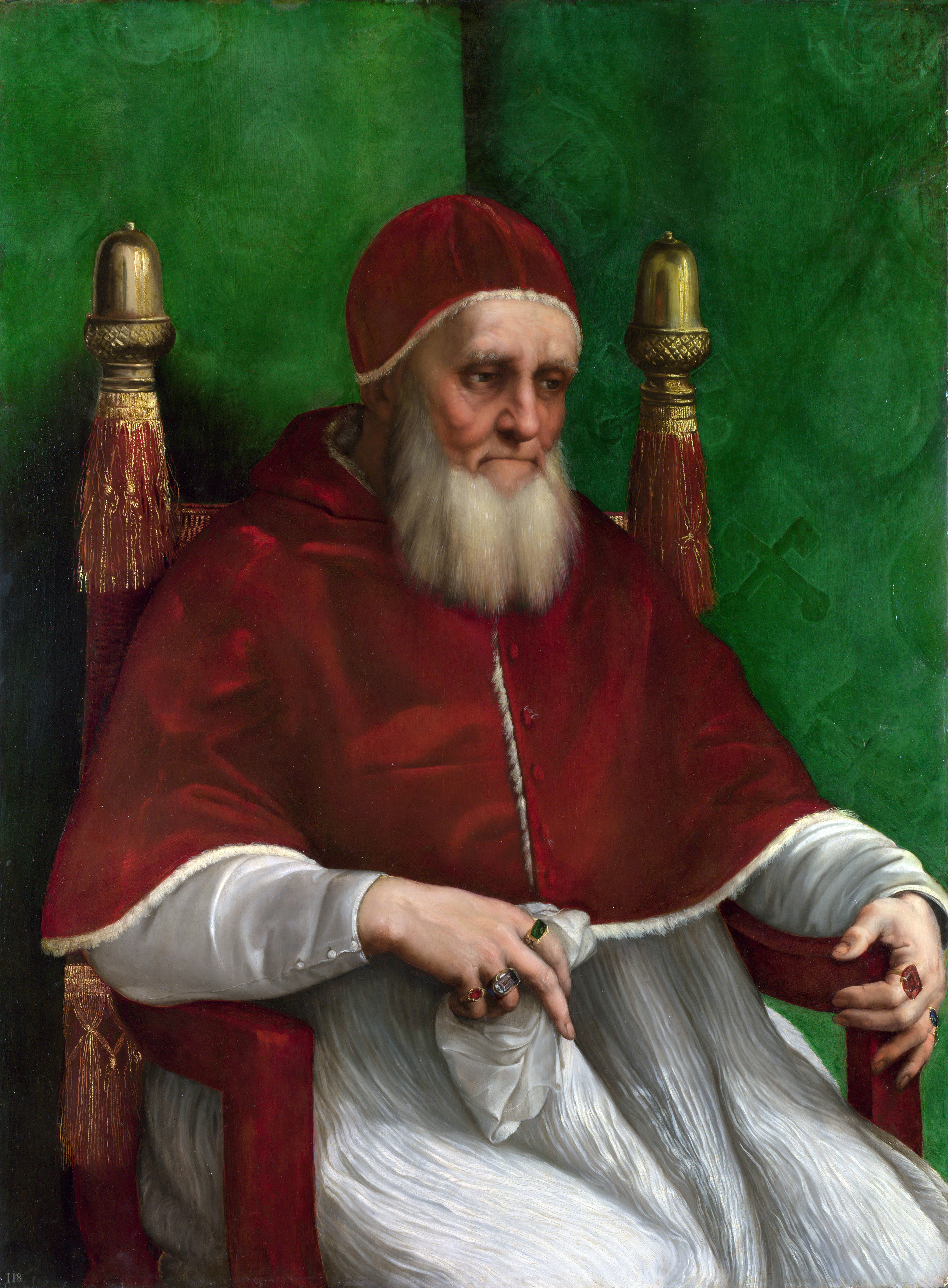
Rafael, Portret papieża Juliusza II

Wydarzenia polityczne w 1503 roku.

## Wydarzenia
- 22 września Francesco Todeschini Piccolomini zostaje papieżem[1].
- Giuliano della Rovere zostaje papieżem[2].

## Urodzili się
- 24 października Izabela Portugalska z dynastii Avizów, żona cesarza Karola V[3].

## Zmarli
- 18 sierpnia Aleksander VI, papież[4].
- 18 października Pius III, papież[1].